# Bouea
Genre
Bouea est un genre d'arbres de la famille des Anacardiaceae. Les espèces se rencontrent en Asie du Sud-Est (sud de la Chine, Thaïlande, Vietnam et Malaisie).

## Systématique
Le nom correct complet (avec auteur) de ce taxon est Bouea Meisn., 1837. Bouea oppositifolia est l'espèce type.

### Synonymes
Bouea a pour synonymes :
- Cambessedea Wight & Arn.
- Haplospondias Kosterm.
- Manga Noronha
- Matpania Gagnep.
- Tropidopetalum Turcz.

### Liste des espèces
Selon GBIF (24 janvier 2025) :
- † Bouea koilabasensis Prasad, 1994
- Bouea macrophylla Griff.
- Bouea oppositifolia (Roxb.) Meisn.
- Bouea poilanei Evrard
- † Bouea premacrophylla Antal & Awasthi, 1993

Selon Tropicos (24 janvier 2025) (liste contenant des synonymes) :
- Bouea angustifolia Blume, 1850
- Bouea brandisiana Kurz, 1871
- Bouea burmanica Griff., 1841
- Bouea diversifolia Miq., 1860 [1861]
- Bouea gandaria Blume, 1850
- Bouea macrophylla Griff., 1854
- Bouea microphylla Griff., 1841
- Bouea myrsinoides Blume, 1850
- Bouea oppositifolia (Roxb.) Adelb., 1948
- Bouea oppositifolia (Roxb.) Meisn., 1837
- Bouea poilanei Evrard, 1952